# Au Train
Pour les articles homonymes, voir Train (homonymie).
Au Train est une communauté non incorporée située dans l’État américain du Michigan, dans le comté d'Alger. La localité d'Au Train donne sur la baie Au Train et le lac Supérieur. 

## Géographie
La toponymie française doit son nom à la rivière Au Train qui se jette dans le lac Supérieur au fond de la baie Au Train en traversant cette localité. 
Selon le recensement de la population de 2010, sa population est de 1 138 habitants.

## Histoire
La région fut autrefois, à l'époque de la Nouvelle-France, arpentée par les trappeurs et coureurs des bois canadiens-français sur ce territoire amérindien dénommé Pays des Illinois.